# Francis Wurtz
Francis Wurtz (Strasburgo, 3 gennaio 1948) è un politico francese.
È stato deputato europeo dal 1979 al 2009 e presidente del gruppo parlamentare GUE/NGL.

## Biografia
Diplomatosi in letteratura nel 1968, diviene insegnante nel 1969, fino al 1973 quando diviene segretario della federazione del Basso Reno del Partito Comunista Francese e funzionario permanente del partito. Resta in quella posizione per tre anni, prima di essere chiamato per un posto nella segreteria nazionale, come collaboratore politico di Georges Marchais.
Nel 1979, in occasione delle prime elezioni europee, viene eletto euro-deputato. Lo stesso anno, entra nel Comitato Centrale del PCF. Quando lascia la segreteria di Georges Marchais nel 1982, viene nominato segretario del Comitato di difesa delle libertà e dei diritti dell'uomo in Francia e nel mondo, organo presieduto da Georges Marchais.
Nel 1990, entra nell'Ufficio politico del PCF, prima di essere incaricato, nel 1992, del dipartimento internazionale del partito, carica che manterrà fino al 1999 quando viene eletto presidente del gruppo del GUE/NGL. È stato capolista del PCF per le elezioni europee del 1994 e capolista nell'Île-de-France in quelle del 2004.

## Ruolo e funzioni
Presidente del GUE/NGL dal 1999 al 2009, Francis Wurtz è stato oggetto di un'importante attenzione mediatica in occasione della campagna contro il trattato che stabiliva una Costituzione europea. Si è distinto pubblicando dal 2003 un supplemento a l'Humanité intitolato « La faccia nascosta del progetto Giscard », al momento del Consiglio europeo di Tessalonica. Si è ugualmente impegnato fortemente contro la direttiva Bolkestein, in Parlamento e tramite la pubblicazione di numerose tribune.
Durante questa legislatura, Francis Wurtz è stato presente a circa il 91.30% delle sessioni del Parlamento europeo (273 giorni su 299). Più del 96% dei voti registrati (4 769 su 4 962) concordano con il voto maggioritario del suo gruppo parlamentare. In rapporto agli altri eurodeputati francesi, ha votato in accordo con la maggioranza di loro più del 65% delle volte.
È stato tra gli artefici all'origine della creazione del Partito della Sinistra Europea e uno dei suoi difensori all'interno del PCF, specialmente in occasione del voto interno sull'adesione del PCF alla SE. I numerosi interventi che ha pubblicato su L'Humanité in quelle occasioni gli hanno dato un ruolo di primo piano nel PCF. Tiene un editoriale nel settimanale L'Humanité Dimanche.
È il solo eurodeputato francese ad essere stato eletto dal 1979 (Paul Vergès, altro deputato comunista è stato anch'egli eletto nel 1979 ma non vi ha seduto tra il 1984 e il 2004). È anche membro del consiglio di amministrazione dell'Institut de relations internationales et stratégiques (IRIS).

## Opere
- Le révélateur africain (Messidor, 1990)
- Un monde à changer (Scandéditions, juin 1993)